# Miss Universo 1956
Miss Universo 1956 foi a quinta edição do concurso Miss Universo, realizada em 20 de julho de 1956 no Long Beach Municipal Auditorium, em Long Beach, Califórnia, nos Estados Unidos. Candidatas de 30 países e territórios competiram pelo título. No final do evento, a Miss Universo 1955, Hillevi Rombin, da Suécia, coroou a estadunidense Carol Morris como sua sucessora.

## Evento
Antes do evento, candidatas da Europa, Brasil, Cuba e Israel, foram a Nova York onde participaram de uma parada da Macy's pelas ruas da cidade, junto com Jerry Lewis e Dean Martin.
Quando todas as participantes chegaram a Long Beach, a imprensa começou a chamar o concurso de uma batalha de beleza entre a Europa e a América Latina. A Miss Alemanha, Marina Orshel, loira e com 100 cm de busto, foi a mais fotografada de todo o concurso, e por isso mesmo, eleita Miss Fotogenia.
Como tradição nesta época, o Miss EUA teve sua final realizada um dia antes e a Miss Iowa, Carol Morris, foi eleita, passando a fazer parte do concurso internacional no dia seguinte, representando seu país. Morris era considerada "A Garota do Sonho Americano", e sua eleição como Miss EUA foi muito comemorada por fãs e jornalistas, com o público votando e lhe dando, além disso, o prêmio especial  de "Most Popular Girl' (A Garota Popular).
Nadadora, estudante e filha de um ministro batista, Morris foi eleita em 20 de julho, com quatro misses européias, Alemanha, Suécia, Inglaterra e Itália, completando o Top 5. O resultado levou a um grande protesto das representantes dos países latinos, algumas delas consideradas favoritas, que acusaram o concurso de ser manipulado e ameaçaram um boicote para os anos seguintes, alegando que tinham sido discriminadas. O fato e as teorias da conspiração surgidas,  passaram semanas nas manchetes da imprensa americana. A batalha anunciada entre Europa-América Latina acabou sendo uma batalha de perdedoras, com a eleição de uma miss dos EUA, a segunda na até então curta história do Miss Universo.
De qualquer maneira, tendo ou não relação com os protestos, nos dois anos subsequentes  Gladys Zender, do Peru e Luz Marina Zuluaga, da Colômbia, foram eleitas Miss Universo, com as brasileiras Terezinha Morango e Adalgisa Colombo chegando em segundo lugar em ambos, todas latinas e sul-americanas.

## Resultados
| Colocação          | Candidata |
| ------------------ | --- |
| Miss Universo 1956 | - Estados Unidos — Carol Morris |
| 2.ª colocada       | - Alemanha — Marina Orschel |
| 3.ª colocada       | - Suécia — Ingrid Goude |
| 4.ª colocada       | - Inglaterra — Iris Waller |
| 5.ª colocada       | - Itália — Rossana Galli |
| Top 15             | - Argentina — Ileana Carré - Bélgica — Lucienne Auquier - Brasil — Maria José Cardoso - Cuba — Marcía Rodríguez - França — Anita Treyens - Grécia — Rita Gouma - Israel — Sara Tal - México — Erna Bauman - Peru — Lola Sabogal - Venezuela — Blanquita Heredia |

### Prêmios especiais

#### Miss Simpatia
- Vencedora:  Costa Rica — Anabella Granados.

#### Miss Fotogenia
- Vencedora:  Alemanha —  Marina Orschel.

#### Garota Popular
- Vencedora:  Estados Unidos — Carol Morris.

## Candidatas
Em negrito, a candidata eleita Miss Universo 1956. Em itálico, as semifinalistas.
| - Alasca - Barbara Maria Sellar - Alemanha - Marina Orschel (2°, MF) - Argentina - Ileana Carré (SF) - Bélgica - Lucienne Auquier (SF) - Brasil - Maria José Cardoso (SF) - Canadá - Elaine Bishenden - Chile - Concepción Chacana - Costa Rica - Anabella Granados (MS) - Cuba - Marcía Rodríguez (SF) - Equador - Mercedes Espín - Estados Unidos - Carol Morris (1°, GP) - Filipinas - Isabel Rodriguez - França - Anita Treyens (SF) - Grécia - Rita Gouma (SF) - Guatemala - Ileana Díaz | - Guiana Inglesa - Rosalind Fung - Holanda - Rita Schmidt - Inglaterra - Iris Waller (4°) - Islândia - Gudlaug Gudmundsdóttir - Israel - Sara Tal (SF) - Itália - Rossana Galli (5°) - Japão - Yoshie Baba - México - Erna Bauman (SF) - Peru - Lola Sabogal (SF) - Porto Rico - Paquita Vivo - República Dominicana - Olga Oliva - Suécia - Ingrid Goude (3°) - Turquia - Can Yusal - Uruguai - Titina Aguirre - Venezuela - Blanquita Osío (SF) |

- Não competiu a finlandesa Mirva Orvokki Arvinen e a filipina Edith Noble Nakpil, que foi destituída antes da realização do concurso.